# Fani Kolarowa

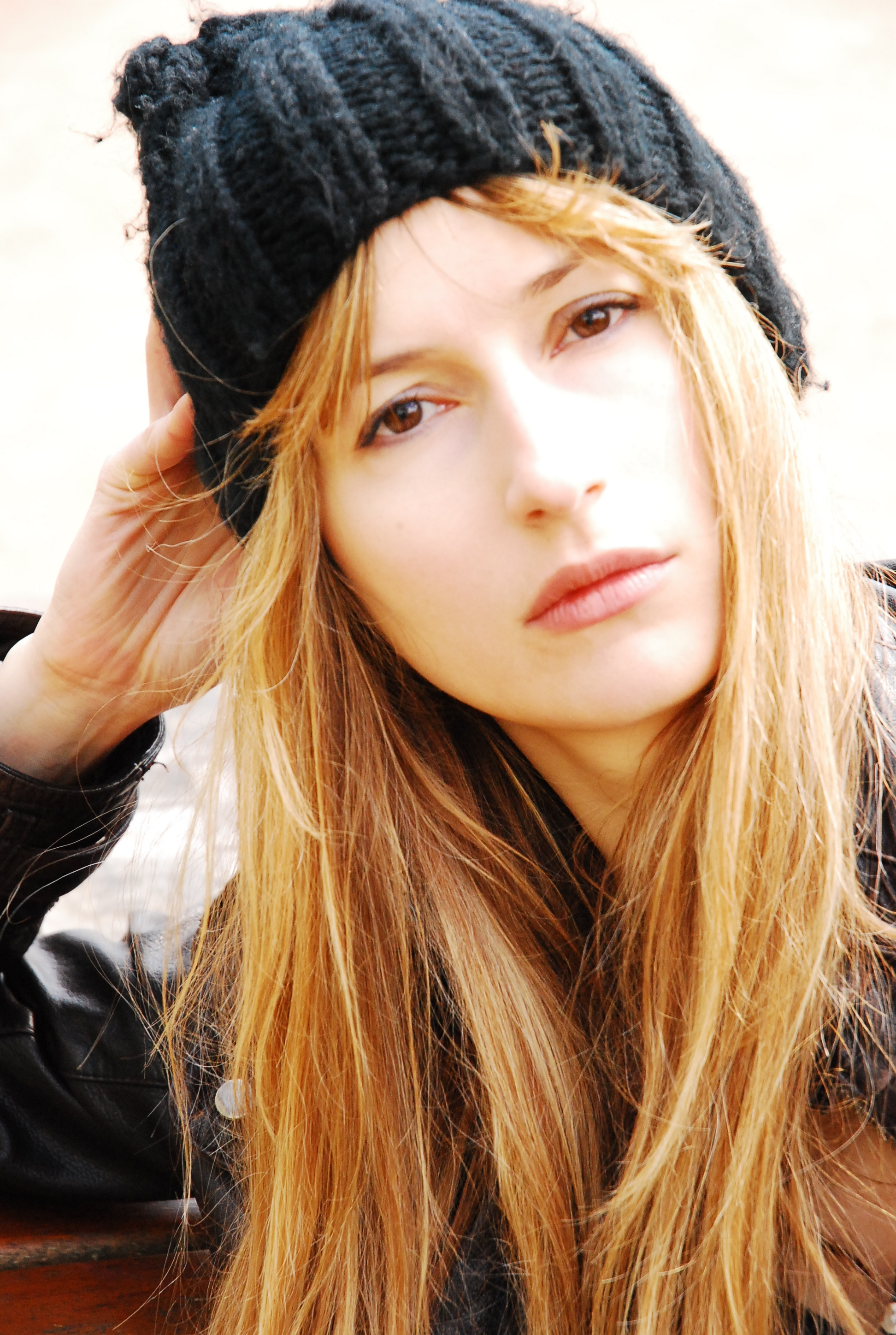
Fani Kolarova (2008)

Fani Kolarova (bulgarisch Фани Коларова; * 25. Februar 1974 in Sofia) ist eine bulgarische Schauspielerin.

## Leben
Fani Kolarowa ist die Enkelin des bulgarischen Filmemachers Kiran Kolarow. Sie studierte Filmregie unter Ludmil Staikow an der Nationalen Akademie für Theater- und Filmkunst „Krastjo Sarafow“. Als Schauspielerin debütierte sie in der 1998 erschienenen und von Kiran Kolarow inszenierten bulgarischen Action-Komödie Ispanska mucha an der Seite von Todor Kolew. Im Jahr 2000 inszenierte sie selbst den Kurzfilm My Father. Anschließend zog sie nach Paris, wo sie zwei Jahre lang an der Sorbonne und an der Schauspielschule Cours Florent studierte. Ihr französisches Filmdebüt gab sie in dem 2003 erschienenen und von Claude Miller inszenierten Liebesfilm Die kleine Lili an der Seite von Nicole Garcia und Jean-Pierre Marielle. Seitdem spielte sie unter anderem kleine Rollen in 96 Hours und 22 Bullets.

## Filmografie (Auswahl)
- 1998: Spanische Fliege (Испанска муха)
- 2003: Die kleine Lili (La petite Lili)
- 2007: Die City-Krieger (Truands)
- 2008: 96 Hours (Taken)
- 2009: Heute habe ich nicht getrunken (Un singe sur le dos)
- 2009: Der Sturz ins Leben (8 fois debout)
- 2010: 22 Bullets (L’Immortel)